# それでも信じてる/ラブレター
「それでも信じてる/ラブレター」（それでもしんじてる/ラブレター）は、FUNKY MONKEY BABYSの16枚目のシングル。2011年6月8日発売。

## 解説
「涙/夢」以来となる両A面シングルで、「それでも信じてる」は武井咲主演のテレビ朝日系ドラマ『アスコーマーチ〜明日香工業高校物語〜』主題歌、「ラブレター」は川島海荷出演の資生堂「SEA BREEZE」CMソングと、両曲ともタイアップがついている。ジャケットにはプロテニスプレーヤーの松岡修造とお笑い芸人の上田晋也（くりぃむしちゅー）が起用された。「それでも信じてる」のPVには松岡が定時制高校の教師役で出演し、東京都立八王子北高等学校にて撮影が行われた。「ラブレター」のPVには上田が本人役で出演。子供の時の上田役はEXILEの佐藤大樹が演じている（当時はEXILE加入前）。
また通常盤・初回限定盤A・初回限定盤Bの3タイプで発売され、ジャケットもそれぞれ異なる。

## 収録曲

### 通常盤
ジャケットは松岡修造・上田晋也の両面仕様。
1. それでも信じてる
  - 作詞：FUNKY MONKEY BABYS・川村結花　作曲：FUNKY MONKEY BABYS・川村結花・YANAGIMAN　編曲：YANAGIMAN

テレビ朝日系ドラマ『アスコーマーチ〜明日香工業高校物語〜』主題歌。
制作中に2011年3月11日に発生した東日本大震災の影響によりテンポの早いロックから現在の曲へ変化し、ファンキー加藤は「今の僕らがいちばん歌いたい歌、みんなに聞いて欲しい言葉であるっていうこと」と述べている[4]。
2. ラブレター
  - 作詞：FUNKY MONKEY BABYS　作曲：FUNKY MONKEY BABYS・soundbreakers　編曲：soundbreakers

資生堂「SEA BREEZE」CMソング。
6月22日放送の『シルシルミシル』では同PVの上田が登場するシーンが繰り返しOAされ、学生時代の上田（演じたのはEXPG東京校の生徒だった現EXILEの佐藤大樹[5]）はこんなにイケメンじゃなかった等と、さんざんいじられた。
3. それでも信じてる（instrumental）
4. ラブレター（instrumental）

### 初回限定盤A
ジャケットは松岡修造。収録曲は通常盤と同じで、「それでも信じてる」のPVを収録したDVD付。

### 初回限定盤B
ジャケットは上田晋也。収録曲は通常盤と同じで、「ラブレター」のPVを収録したDVD付。